# بيل فريتز
بيل فريتز (بالإنجليزية: Bill Fritz)‏ هو منافس ألعاب قوى أمريكي، ولد في 22 مارس 1892 في بنسيلفانيا في الولايات المتحدة، وتوفي في 18 ديسمبر 1941.

## وصلات خارجية
- بيل فريتز على موقع أوليمبيديا (الإنجليزية)